# You’re Gonna Make Me Lonesome When You Go
You're Gonna Make Me Lonesome When You Go – piosenka skomponowana przez Boba Dylana, nagrana przez niego we wrześniu 1974 r., wydana na albumie Blood on the Tracks w styczniu 1975 r.

## Historia i charakter utworu
Utwór ten został nagrany podczas stosunkowo krótkiej sesji nagraniowej w dniu 18 września 1974 r. w Columbia A&R Studios w Nowym Jorku. Sesja była krótka, gdyż Dylan postanowił pójść na koncert grupy Little Feat w klubie Bottom Line<. Plonem tej sesji był jeszcze tylko Shelter from the Storm.
You're Gonna Make Me Lonesome When You Go jest pożegnaniem z ukochaną kobietą i próbą przekonania siebie samego, że jeszcze się kiedyś spotkają. Autor przypomina w tekście piosenki związek Verlaine'a i Rimbauda, który przemienił się w niezwykle gwałtowną i dramatyczną relację. Jednak utwór ten jest wykonywany przez Dylana z nieco krzywym uśmiechem i ostatecznie jest najbardziej ciepłym utworem z całego albumu.
Piosenka ta ma stosunkowo minimalistyczny charakter; obok partii wokalnej Dylan wykorzystuje także harmonijkę ustną i gitarę, Buddy Cage gra na gitarze hawajskiej a Tony Brown na gitarze basowej.

## Muzycy
Sesja 3
- Bob Dylan – gitara, harmonijka, śpiew
- Tony Brown – gitara basowa
- Buddy Cage – gitara hawajska

## Dyskografia
Albumy
- Blood on the Tracks (1975)

## Wykonania piosenki przez innych artystów
- Ben Watt - (1983)
- Shawn Colvin - Cover Girl (1994)
- Starland Vocal Band - Afternoon Delight (1995)
- Christine Collister na albumie różnych wykonawców - Outlaw Blues, Vol. 2 (1995)
- Mary Lou Lord - Live City Sounds (2001)
- Mary Lee's Corvette - Blood on the Tracks (2002)
- Pat Nevins - Shakey Zimmerman (2003)
- Madeleine Peyroux - Careless Love (2004) i program TV (2010)
- Miley Cyrus na albumie różnych wykonawców Chimes of Freedom: The Songs of Bob Dylan Honoring 50 Years of Amnesty International (2011)